# Budai József (pomológus)
Budai József (Bodos, 1851. november 25. – Miskolc, 1939. január 20.) pomológus, geológus, főgimnáziumi tanár. Botanikai szakmunkákban nevének rövidítése: „Budai”.

## Élete, munkássága
Az egyetemet Kolozsváron végezte. Rövid ideig tanársegéd volt a geológiai tanszéken. Tanári állás híján falusi tanító lett, később Bodoson gazdálkodott. 1890-től Kolozsváron polgári iskolai, Mezőtúron, majd Miskolcon gimnáziumi tanár volt 1926-ig, nyugdíjazásáig. A magyar függetlenség következetes harcosa, állami állást nem fogadott el, a kiegyezést elvetette, csak felekezeti iskolákban tanított.
Tanári működése alatt is állandóan foglalkozott gyümölcsnemesítéssel, keresztezéssel. Borsod vármegyei faiskolájában a legjobb gyümölcsfajtákat szaporította s innen terjesztette új, keresett fajtáit. Összesen 138 új gyümölcsfajtát állított elő. Az új fajtákat a szabadságharc hőseiről: Bemről, Pöltenbergről stb. nevezte el, egy új barackfajtát pedig a Ferenc József ellen merényletet elkövető Libényi Jánosról. 
Leghíresebb, közismert és Erdővidék-szerte elterjedt almafajtája a Budai Domokos.

## Művei
Tanulmányai a Botanikai Közlönyben, Magyar Botanikai Lapokban, a Herbában jelentek meg az alábbi címekkel:
- Új hibridek Borsod megye flórájában, 1914
- A bélapátfalvi bélkőhegy flórája, 1912
- A Bükk hegység és dombvidéke rubusai, 1915
- Népies gyógynövények és gyógyeljárások Borsod megyében, 1924
- Az őszibarack tenyésztése, 1924

Újságcikkei közül:
- A darázs által okozott  károkról, Szabadság,  1900. október 6.
- Czetz János tábornok. Ellenzék, 1904. október 8.
- Diákélet 1860-ban. Reggeli Hírlap, 1930. január 1.
- A gyümölcs érése és utóérése. Reggeli Hírlap, 1930. október 26.
- Rovartani és madártani megfigyelések. Reggeli Hírlap, 1932. július 24.
- Néhány adat gr. Apponyi Albert életéhez. Reggeli Hírlap, 1932. február 14.